# 면천향교
면천향교(沔川鄕校)는 대한민국 충청남도 당진시 면천면에 있는 조선시대의 향교이다. 1997년 12월 23일 충청남도의 기념물 제141호로 지정되었다.

## 개요
향교는 공자와 여러 성현께 제사를 지내고 지방민의 교육과 교화를 위해 나라에서 세운 교육기관이다.
면천향교를 세운 시기는 정확하게 알 수 없지만 태조 1년(1392)에 세웠다고 전한다.
건물 배치는 앞쪽에 배우는 공간으로 강당인 명륜당과 학생들의 기숙사인 동재·서재가 있고, 뒤쪽에 제사지내는 공간으로 대성전과 동무·서무가 있는 전학후묘의 형태를 따르고 있다.
대성전 안쪽에는 공자를 비롯한 중국과 우리나라 선현들의 위패를 모시고 있다. 대성전 좌우에 있는 동무와 서무는 규모와 형식이 같은 건물인데 앞면 3칸·옆면 1칸 규모이다. 지붕은 옆면에서 볼 때 사람 인(人)자 모양인 맞배지붕으로 꾸몄다. 이외의 건물로 내삼문과 외삼문 등이 있다.
이곳에서는 해마다 음력 2월과 8월에 제사를 지낸다.

## 참고 자료
- 면천향교 - 국가유산청 국가유산포털